# Two Moons (film)
Two Moons er en amerikansk stumfilm fra 1920 af Edward LeSaint.

## Medvirkende
- Buck Jones som Bill Blunt
- Carol Holloway som Hilma Ring
- Bert Sprotte som Red Agnew
- Edward Peil Sr. som Lang Whistler
- Edwin B. Tilton som Strayhorn
- Gus Saville som Ring
- Slim Padgett som Rogers
- William Ellingford som Timberline Todd
- Louis Fitzroy som Alf
- Eunice Murdock Moore som Wooly Ann
- Eleanor Gawne som Phenie
- Jim O'Neill
- Billy Fay som Von Tromp
- May Foster
- Dick La Reno